# Fastes
Pour les articles homonymes, voir Fastes (homonymie).
Les Fastes (en latin, Fasti) sont une œuvre d'Ovide parue vers 15 apr. J.-C., portant sur le calendrier romain et les fêtes religieuses qui l'accompagnent.
Au début de notre ère, Les Fastes est le grand calendrier religieux commenté au jour le jour. C'est une œuvre mêlant mythologie, histoire et philosophie. Ovide y fait alterner les genres littéraires : épisodes épiques, conversation avec les dieux, tableaux de genre, etc.